# Trochocercus
Genre
Trochocercus est un genre de passereaux de la famille des Monarchidae. Il comprend deux espèces de tchitrecs.

## Répartition
Ce genre se trouve à l'état naturel en Afrique subsaharienne,,.

## Liste alphabétique des espèces
Selon la classification de référence du Congrès ornithologique international (version 8.2, 2018) :
- Trochocercus cyanomelas (Vieillot, 1818) — Gobemouche à manteau bleu, Gobemouche huppé du Cap, Tchitrec du Cap
  - Trochocercus cyanomelas bivittatus Reichenow, 1879
  - Trochocercus cyanomelas cyanomelas (Vieillot, 1818)
  - Trochocercus cyanomelas megalolophus Swynnerton, 1907
  - Trochocercus cyanomelas segregus Clancey, 1975
  - Trochocercus cyanomelas vivax Neave, 1909
- Trochocercus nitens Cassin, 1859 — Gobemouche éclatant, Gobemouche huppé noir, Tchitrec noir
  - Trochocercus nitens nitens Cassin, 1859
  - Trochocercus nitens reichenowi Sharpe, 1904